# Basílio Teles
Basílio Teles (Porto, 14 de Fevereiro de 1856 — Viana do Castelo, Mazarefes, 10 de Março de 1923) foi um professor, ensaísta e político republicano português.

## Vida
Estudou no Porto, onde foi aluno da Academia Politécnica e da Escola Médico-Cirúrgica do Porto (1875), que abandonou devido a um conflito com um professor.
Foi professor do liceu das disciplinas de Literatura, Filosofia e Ciências Naturais.
Foi membro do Clube de Propaganda Democrática do Norte.
As suas ligações ao à revolta de 31 de Janeiro de 1891 levaram-no ao exílio, tendo regressado após uma amnistia.
Membro do Partido Republicano Português, fez parte do seu Directório de 1897 a 1899 e de 1909 a 1911.
Não aceitou a pasta das Finanças no primeiro governo republicano (1910).
Em 1911 apresentou um programa político que incluía a pena de morte, a suspensão das garantias por tempo indeterminado e o encerramento das escolas até serem totalmente reformadas pela República.
Em 15 de Maio de 1915, recusou igualmente a pasta da Guerra.
Colaborou em diversos jornais e revistas políticas e literárias.
Nunca aceitou condecorações por ser Maçon.

## Algumas obras
- O Problema Agrícola (1899)
- Estudos Históricos e Económicos (1901)
- Introdução ao Problema do Trabalho Nacional (1902)
- Do Ultimatum ao 31 de Janeiro (1905)
- A Questão Religiosa (1913)
- Figuras Portuguesas (editadas a título póstumo em 1961) [2]
- Memórias Políticas (editadas a título póstumo em 1969)